# Themisto
Trong thần thoại Hy Lạp, Themisto (/θəˈmɪstoʊ/; tiếng Hy Lạp cổ: Θεμιστώ) là một công chúa xứ Thessaly, con gái vua Hypseus người Lapith với naiad Chlidanope. Tên của cô bắt nguồn từ một từ tiếng Hy Lạp cổ: "θεμιστος" có nghĩa là "thuộc về luật pháp" hoặc "thuộc về phong tục".

## Gia đình
Các chị em của Themisto gồm Cyrene, Alcaea và Astyagyia. Cô là người vợ thứ ba và cuối cùng của vua Athamas xứ Boeotia. Theo một số nguồn, họ có với nhau bốn người con trai: Leucon, Erythrius, Schoeneus và Ptous. Theo các nguồn khác, họ chỉ có với nhau hai người con: Sphincius và Orchomenus, hay Schoeneus và Leucon. Một số nguồn cho rằng Leucon là con của thần Poseidon (xem Leuconoe).

## Thần thoại
Athamas cưới Themisto sau khi ông tin người vợ thứ hai của mình là Ino đã chết, nhưng Ino tái sinh và sống trên núi Parnassus với các Maenad. Athamas bí mật đưa Ino trở về nhà rồi giấu kín chuyện này. Themisto phát hiện ra Ino đã quay trở lại, cô quyết tâm phải giết được những người con riêng của chồng với Ino để trả đũa. Tuy nhiên, cô chưa từng bao giờ gặp Ino trực tiếp trước đây. Khi họ gặp nhau, Themisto tưởng Ino là người hầu. Cô ra lệnh cho "người hầu" mặc cho các con của mình bộ đồ trắng, còn các con của Ino thì mặc đồ đen. Sau đó, Themisto tiến hành giết tất cả những đứa trẻ mặc đồ đen. Điều Themisto không nhận ra chính là Ino đã tráo đổi bộ đồ của những đứa trẻ, thế nên thực tế Themisto đã giết chết chính con ruột của mình. Sau khi biết được sự thật, cô đã tự vẫn. Tuy nhiên theo Pseudo-Apollodorus, Themisto cưới Athamas sau cái chết của Ino, và toàn bộ câu chuyện về sự sát hại những đứa trẻ đã không xảy ra.